# Аугустово (Великопольское воеводство)
Аугустово (пол. Augustowo) — село в Польше, входит в Великопольское воеводство, Злотувский повят, Гмина Краенка. Население — 160 человек.